# Satrius ornatus
Satrius ornatus là một loài tò vò trong họ Ichneumonidae.